# Gummering (Niederviehbach)

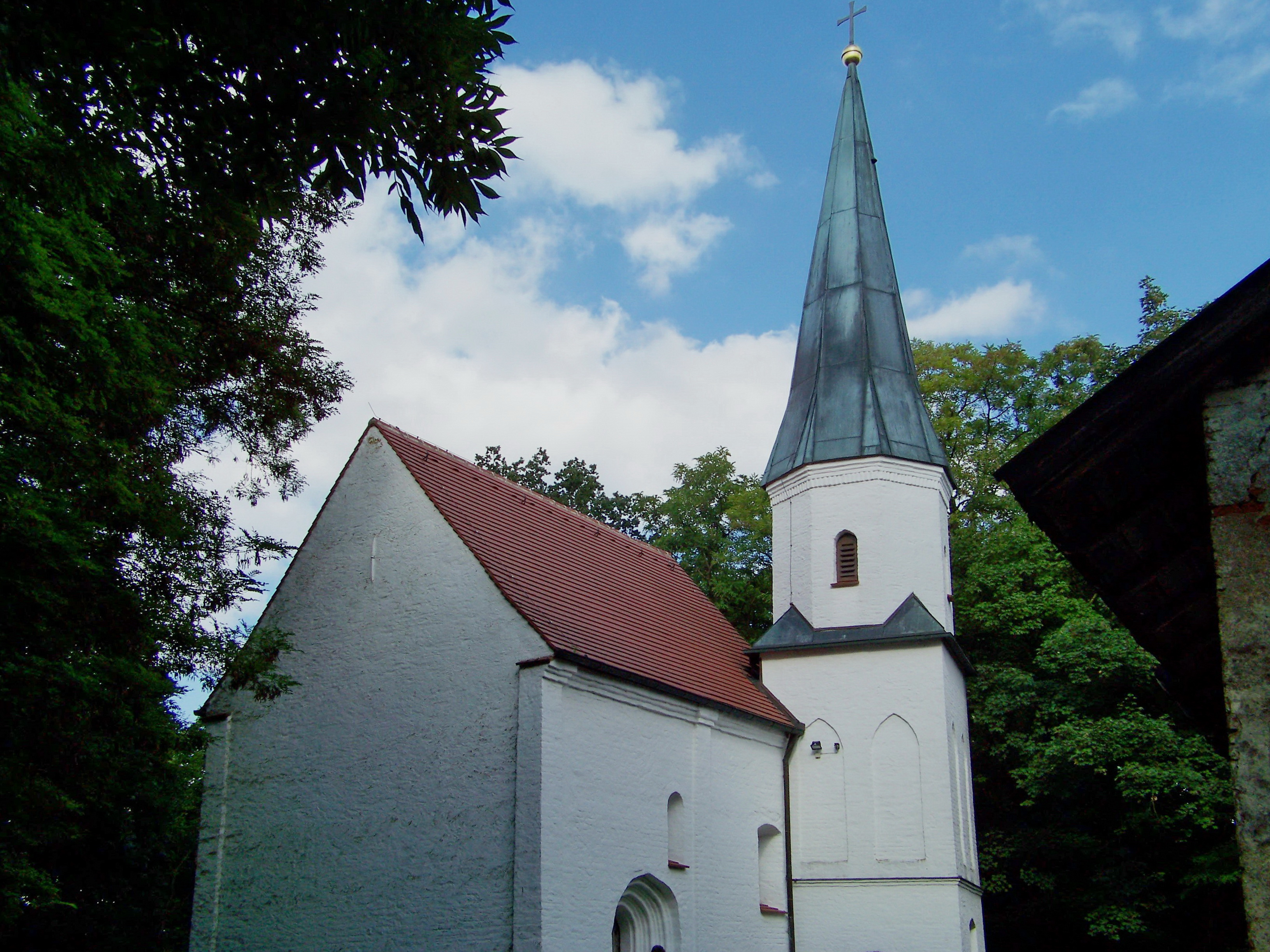
Die Filialkirche St. Andreas

Gummering ist ein Ortsteil der Gemeinde Niederviehbach im niederbayerischen Landkreis Dingolfing-Landau.

## Lage
Der Weiler Gummering liegt am rechten Ufer der Isar etwa einen Kilometer östlich von Niederviehbach und etwa zwei Kilometer westlich von Loiching.

## Geschichte
Vermutlich handelt es sich um einen echten Ing-Ort und damit um eine frühbajuwarische Ansiedlung im unteren Isartal. Gummering gehörte später zur Obmannschaft Loiching im Amt Teisbach des Landgerichtes Teisbach. Bei der Bildung der Gemeinden 1818/1821 wurde es ein Teil der Gemeinde Niederviehbach.
Von 1956 bis 1957 erfolgte der Bau des Laufwasserkraftwerkes Gummering an der Isar unmittelbar nordwestlich des Ortes. 1987 hatte der Weiler Gummering 13 Einwohner.

## Sehenswürdigkeiten

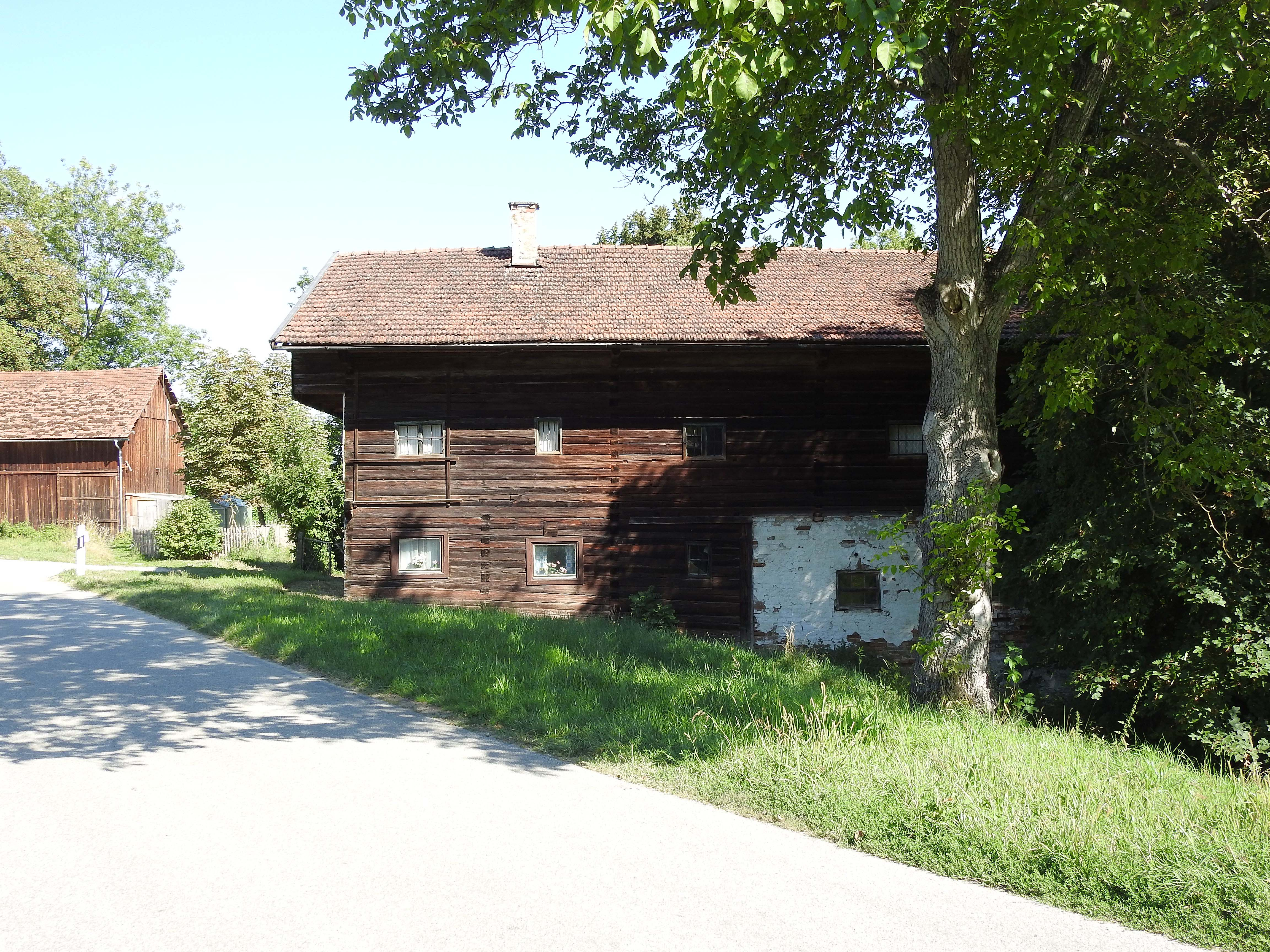
Gummering 3 von Süden

- Filialkirche St. Andreas. Die romanische Saalkirche mit Südturm wurde im 12. /13. Jahrhundert errichtet und spätgotisch ausgebaut.
- Gummering 3: zweigeschossiger Blockbau mit Traufschrot und verschaltem Vordach, teilweise verputzt, 18. Jahrhundert